# Putignano
Putignano (barès: Putignàne) és un municipi italià situat a la regió de la Pulla i a la ciutat metropolitana de Bari. El 2022 tenia una població estimada de 25.924 habitants.